# جولیا گروسو
جولیا گروسو (انگلیسی: Julia Grosso؛ زادهٔ ۲۹ اوت ۲۰۰۰) بازیکن فوتبال اهل کانادا است.
از باشگاه‌هایی که در آن بازی کرده‌است می‌توان به تگزاس لانگ‌هورنز اشاره کرد.
وی همچنین در تیم ملی فوتبال زنان کانادا بازی کرده‌است.گروسو در مسابقات کشوری و بین‌المللی در مجموع برندهٔ ۱ مدال طلا شده‌است.